# Keshi (chanteur)
 (août 2023).
La mise en forme du texte ne suit pas les recommandations de Wikipédia : il faut le « wikifier ».
Les points d'amélioration suivants sont les cas les plus fréquents. Le détail des points à revoir est peut-être précisé sur la page de discussion.
- Les titres sont pré-formatés par le logiciel. Ils ne sont ni en capitales, ni en gras.
- Le texte ne doit pas être écrit en capitales (les noms de famille non plus), ni en gras, ni en italique, ni en « petit »…
- Le gras n'est utilisé que pour surligner le titre de l'article dans l'introduction, une seule fois.
- L'italique est rarement utilisé : mots en langue étrangère, titres d'œuvres, noms de bateaux, etc.
- Les citations ne sont pas en italique mais en corps de texte normal. Elles sont entourées par des guillemets français : « et ».
- Les listes à puces sont à éviter, des paragraphes rédigés étant largement préférés. Les tableaux sont à réserver à la présentation de données structurées (résultats, etc.).
- Les appels de note de bas de page (petits chiffres en exposant, introduits par l'outil «  Source ») sont à placer entre la fin de phrase et le point final[comme ça].
- Les liens internes (vers d'autres articles de Wikipédia) sont à choisir avec parcimonie. Créez des liens vers des articles approfondissant le sujet. Les termes génériques sans rapport avec le sujet sont à éviter, ainsi que les répétitions de liens vers un même terme.
- Les liens externes sont à placer uniquement dans une section « Liens externes », à la fin de l'article. Ces liens sont à choisir avec parcimonie suivant les règles définies. Si un lien sert de source à l'article, son insertion dans le texte est à faire par les notes de bas de page.
- La présentation des références doit suivre les conventions bibliographiques. Il est recommandé d'utiliser les modèles {{Ouvrage}}, {{Chapitre}}, {{Article}}, {{Lien web}} et/ou {{Bibliographie}}. Le mode d'édition visuel peut mettre en forme automatiquement les références.
- Insérer une infobox (cadre d'informations à droite) n'est pas obligatoire pour parachever la mise en page.

Pour une aide détaillée, merci de consulter Aide:Wikification.
Si vous pensez que ces points ont été résolus, vous pouvez retirer ce bandeau et améliorer la mise en forme d'un autre article.
Ne doit pas être confondu avec Kesha.
Casey Thai Luong (né le 4 novembre 1994), Nom de scène Keshi (stylisé en minuscules ), est un chanteur, auteur-compositeur, producteur de disques et multi-instrumentiste américain. Connu pour sa voix de fausset lointaine et ses instrumentaux texturaux, il a accumulé plus d'un milliard d'écoutes avec des chansons telles que "Like I Need U", "Limbo" et "drunk".

## Enfance
Luong est né à Houston, au Texas, de parents d'origine vietnamienne et a grandi à Sugar Land. Bien qu'il vive dans une communauté ethniquement diversifiée par la présence d'une forte communauté asiatique américaine, il dit se souvenir qu'il n'avait souvent pas l'impression d'être à sa place et qu'il se sentait surtout déconnecté de son héritage en grandissant, car les autres autour de lui appartenaient principalement à d'autres groupes ethniques. Il a également ajouté qu'il "n'était pas non plus aussi américain que ses amis, qui auraient l'expérience américaine traditionnelle (barbecues, etc...)".
À 13 ans, il commence à apprendre la guitare après que son grand-père l'ait initié. Il commence alors à apprendre l'instrument en autodidacte avec le livre de musique vietnamienne, hérité de son grand-père. Il raconte que regarder Drake Bell dans l'émission de télévision Nickelodeon Drake & Josh l'a beaucoup inspiré à poursuivre son apprentissage. Il cite John Mayer et Ed Sheeran comme ses plus grandes influences pendant son apprentissage.
Il est diplômé de l'école secondaire Stephen F. Austin à Sugar Land et a obtenu un baccalauréat en sciences infirmières de l'Université du Texas à Austin. Il a ensuite travaillé comme infirmier en oncologie au Texas Medical Center pendant deux ans.
Le nom de scène "Keshi" vient du nom d'enfance que les parents de sa fiancée lui ont donné. Ils sont amis d'enfance depuis la 5e année d'école élémentaire (équivalent de la CM2 en France). Chaque fois qu'il rendait visite à son amie, les parents de celle-ci l'appelaient "Keshi", ce qu'ils font encore aujourd'hui.

## Carrière
Il créa le surnom "Keshi" et commença à partager de la musique via sa page SoundCloud vers 2017. Il reconnait avoir regardé des didacticiels YouTube pour apprendre à écrire des chansons, produire et concevoir sa musique. Au départ, il doutait de ses capacités et de sa direction artistique, mais son style unique, qui repose sur sa voix rêveuse combinée à des rythmes lo-fi et à la guitare, a attiré plus d'attention et de popularité au fur et à mesure de sa carrière. En 2019, il quitte son emploi d'infirmier et s'envole pour New York pour signer avec Island Records. À partir de là, ses premiers singles réunissent des millions d'auditeurs dès leur sortie.
Il cite John Mayer, Frank Ocean, The 1975, Drake et Bryson Tiller comme certaines de ses plus grandes influences musicales.

## Discographie

### Albums studio
| Titre   | Détails                                                                                            | Meilleurs classements | Meilleurs classements | Meilleurs classements |
| Titre   | Détails                                                                                            | É-U                   | AUS                   | CAN                   |
| ------- | -------------------------------------------------------------------------------------------------- | --------------------- | --------------------- | --------------------- |
| Gabriel | - Sortie : 25 mars 2022 - Label : Island Records - Formats : CD, vinyle, téléchargement, streaming | 16                    | 72                    | 70                    |

### EP
| No | Titre                          | Durée |
| -- | ------------------------------ | ----- |
| 1. | the reaper                     |       |
| 2. | like i need u                  |       |
| 3. | 2 soon                         |       |
| 4. | i swear i'll never leave again |       |

| No | Titre     | Durée |
| -- | --------- | ----- |
| 1. | atlas     |       |
| 2. | skeletons |       |
| 3. | summer    |       |
| 4. | xoxoxos   |       |

| No | Titre       | Durée |
| -- | ----------- | ----- |
| 1. | less of you |       |
| 2. | alright     |       |
| 3. | blue        |       |
| 4. | right here  |       |
| 5. | bandaids    |       |

| No | Titre  | Durée |
| -- | ------ | ----- |
| 1. | always |       |
| 2. | more   |       |
| 3. | drunk  |       |
| 4. | talk   |       |
| 5. | B.Y.S. |       |
| 6. | us     |       |

### Compilations de singles
| No | Titre                                  | Durée |
| -- | -------------------------------------- | ----- |
| 1. | if you're not the one for me who is    |       |
| 2. | goes to waste                          |       |
| 3. | they don't fly as high as they used to |       |

| No | Titre         | Durée |
| -- | ------------- | ----- |
| 1. | good days     |       |
| 2. | say something |       |
| 3. | GODSPLAN      |       |

| No | Titre                    | Durée |
| -- | ------------------------ | ----- |
| 1. | alright - live sessions  |       |
| 2. | bandaids - live sessions |       |

### Simple
| Titre                                   | Année                        | Meilleurs positions          | Meilleurs positions          | Meilleurs positions          | Album/EP                            |
| Titre                                   | Année                        | Nouvelle-ZélandeHot          | SGP                          | VNM                          | Album/EP                            |
| En tant qu'artiste principal            | En tant qu'artiste principal | En tant qu'artiste principal | En tant qu'artiste principal | En tant qu'artiste principal | En tant qu'artiste principal        |
| --------------------------------------- | ---------------------------- | ---------------------------- | ---------------------------- | ---------------------------- | ----------------------------------- |
| "over u"                                | 2017                         | —                            | —                            | —                            | —                                   |
| "if you're not the one for me who is"   | 2017                         | —                            | —                            | —                            | if you're not the one for me who is |
| "as long as it takes you"               | 2017                         | —                            | —                            | —                            |                                     |
| "magnolia"                              | 2017                         | —                            | —                            | —                            |                                     |
| "just friends"                          | 2017                         | —                            | —                            | —                            |                                     |
| "good days "                            | 2018                         | —                            | —                            | —                            |                                     |
| "onoffonoff"                            | 2018                         | —                            | —                            | —                            |                                     |
| "2 soon"                                | 2018                         | —                            | —                            | —                            | THE REAPER                          |
| "right here"                            | 2019                         | —                            | —                            | —                            | bandaids                            |
| "blue"                                  | 2019                         | —                            | —                            | —                            | bandaids                            |
| "more"                                  | 2020                         | —                            | —                            | —                            | always                              |
| "always"                                | 2020                         | —                            | —                            | —                            | always                              |
| "drunk"                                 | 2020                         | —                            | —                            | —                            | always                              |
| "beside you"                            | 2021                         | 7                            | —                            | —                            |                                     |
| "SOMEBODY"                              | 2021                         | 24                           | —                            | —                            | Gabriel                             |
| "TOUCH"                                 | 2022                         | 24                           | —                            | —                            | Gabriel                             |
| "GET IT"                                | 2022                         | —                            | —                            | —                            | Gabriel                             |
| "LIMBO"                                 | 2023                         | —                            | 26                           | 19                           | Gabriel                             |
| Collaborations                          |                              |                              |                              |                              |                                     |
| "Pillows" <br /> (avec EaJ)             | 2020                         | —                            | —                            | —                            | —                                   |
| "Sociopath" <br /> (avec Jérémy Zucker) | 2021                         | —                            | —                            | —                            | Crusher                             |
| "It's You" <br /> (Max feat. Keshi)     | 2022                         | 23                           | —                            | —                            |                                     |

### Crédits d'écriture
| Titre                                                             | Année | Artistes) | Album      | Crédits                | Écrit avec                 |
| ----------------------------------------------------------------- | ----- | --------- | ---------- | ---------------------- | -------------------------- |
| "(What I Wish Just One Person Would Say To Me) aka Happy for You" | 2020  | LANY      | Mama's Boy | Co-écrivain/guitariste | Paul Jason Klein           |
| "Forever"                                                         | 2020  | Rei Brun  | —          | Co-écrivain            | George Miller et Ray Brown |

## Tournées
- 2022 : Hell/Heaven Tour[19]
- 2023 : Hell & Back Tour[20]